# Burmeistera mutisiana
Burmeistera mutisiana là loài thực vật có hoa trong họ Hoa chuông. Loài này được (Kunth) E.Wimm. mô tả khoa học đầu tiên năm 1931.